# Bridget Bevan

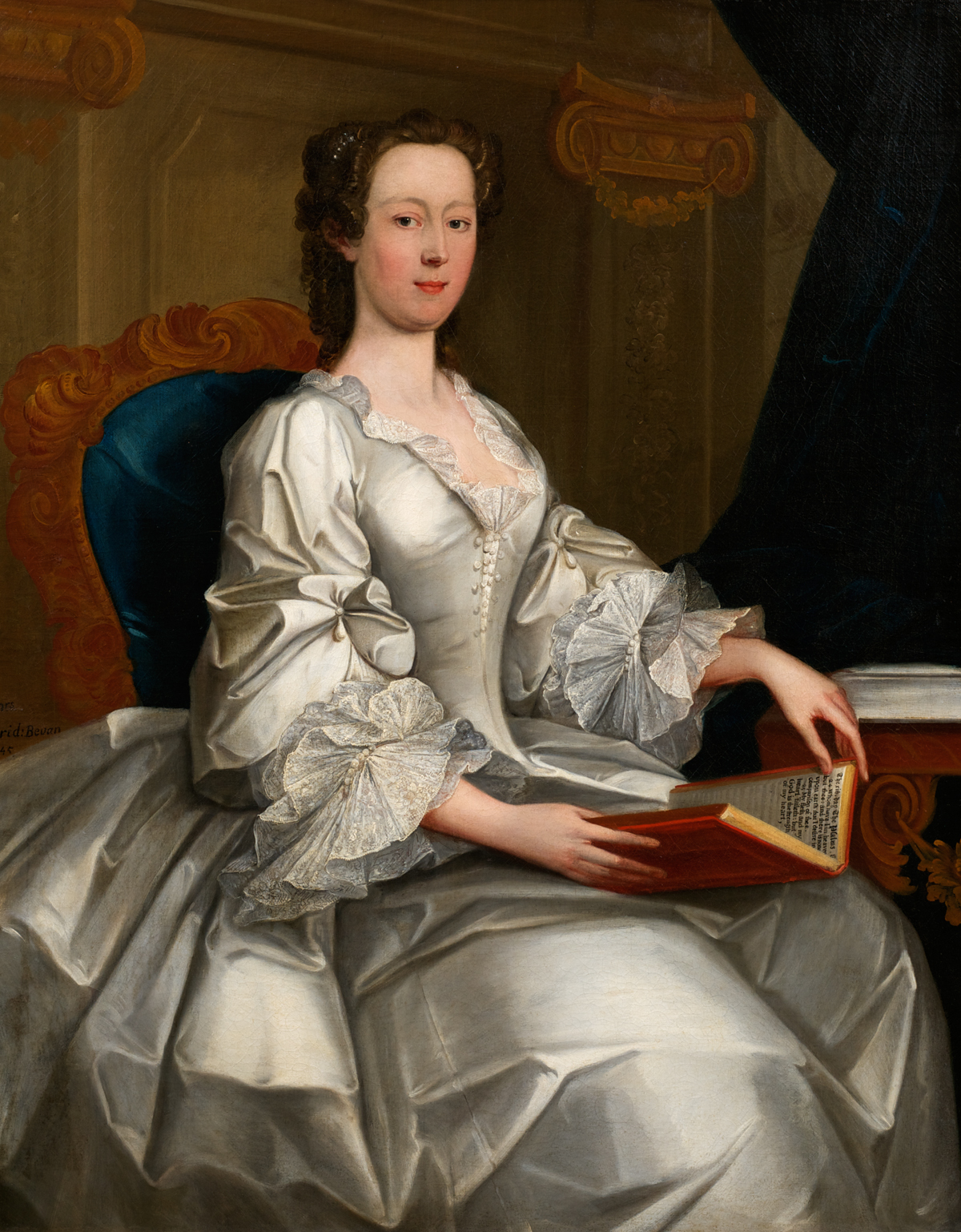
Bridget Bevan (1745)

Bridget Bevan, auch Madam Bevan (* Bridget Vaughan 1698 in Derllys Court Carmarthenshire, getauft 30. Oktober 1698 in Llanddowror Carmarthenshire; † 11. Dezember 1779 ebenda), war eine walisische Pädagogin und Wohltäterin.

## Leben
Bridget Vaughan war die jüngste Tochter von John Vaughan und Elizabeth Thomas. Sie wurde am 20. Oktober 1698 in der Merthyr Church in Llannewydd, Carmarthenshire, getauft. In dieser Kirche heiratete sie am 30. Dezember 1721 Arthur Bevan, der Pfarrer für das Gebiet Carmarthen Boroughs war und dem Parlament für Carmarthen Boroughs angehörte. Zudem wurde er 1735 als Richter in Nord- und Südwales ernannt. Er starb am 6. März 1743.

## Werk
Ihr Vater John Vaughan war ein großer Förderer der Society for Promoting Christian Knowledge (SPCK) und zwischen 1700 und 1722 für die Organisation der Schulen der Gesellschaft in Carmarthenshire verantwortlich. Auch Bridget Vaughan interessierte sich für die Bildung und die Philanthropie und übernahm die Schirmherrschaft über das System der zirkulierenden Schulen von Griffith Jones. Jones war mit der Schwester von Bridget Voughans Onkel verheiratet. Jones war als Pfarrer von Llanddowror bekannt für seine kraftvollen Predigten und hatte unter John Vaughan bereits als Lehrer in Laugharne gearbeitet. Er gründete 1731 seine erste Schule in Llanddowror, danach etliche weitere und zum Zeitpunkt seines Todes im Jahr 1761 hatten viele Tausend Kinder in seinen Schulen Unterricht erhalten. Madam Bevan unterstützte die Schulen finanziell und fungierte als Beraterin und Vertraute. Gemeinsam mit ihrem Mann besuchte sie moderne Kreise in London und lernte dort Lord Chesterfield kennen. Durch ihn konnte weitere Unterstützung für den Unterhalt der Schulen gewonnen werden.
Griffith Jones zog nach dem Tod seiner Frau im Jahr 1755 in das Haus von Madam Bevans in Laugharne. Dort wurde er von den Dienern aufgrund seiner mürrischen Art als „Old Peevish“ (dt. Alter Grummler) bezeichnet. Er lebte dort bis zu seinem Tod. Nach seinem Tod übernahm Madam Bevan die Verantwortung für die Verwaltung und den Unterhalt der zirkulierenden Schulen für die folgenden achtzehn Jahre. Ihr Geschäftssinn und ihre organisatorischen Fähigkeiten ließen die Schulen in dieser Zeit aufblühen und die Anzahl der Schulen nahm unter ihrer Leitung zu, auch wenn das von Historikern normalerweise kaum beachtet wird. 1764 erreichte die Nachricht vom Erfolg dieser Bildungsinitiative Katharina von Russland, die ihren Ministern befahl, sich nach dem Programm zu erkundigen.
Mit dem Tod von Bridget Bevan am 10. Dezember 1779 endete die Zeit der zirkulierenden Schulen. In ihrem Testament hinterließ sie das ihr von Griffith Jones anvertraute Geld zusammen mit ihrem persönlichen Nachlass, um den Fortbestand der zirkulierenden Schulen sicherzustellen. Zwei ihrer Treuhänder, ihre Nichte Lady Elizabeth Stepney und ihr Neffe Konteradmiral William Lloyd, bestritten jedoch den Willen und nahmen das Geld in Besitz. Die verbleibenden zwei Treuhänder, George Bowen von Llwyn-gwair und Zachary Bevan von Laugharne, brachten den Fall vor Gericht, um die Gelder zugunsten der Schulen zurückzugewinnen. Der Rechtsstreit dauerte bis 1804. Als schließlich entschieden wurde, dass Madam Bevans Wille bestehen sollte, waren zu diesem Zeitpunkt die zirkulierenden Schulen bereits aus Geldmangel geschlossen worden. Die Arbeit von Griffith Jones und Bridget Bevan wurde gewissermaßen von den neuen Sonntagsschulen fortgesetzt, die ab dem späten 18. Jahrhundert in Wales gegründet wurden.

## Ehrung
Judy Chicago widmete Bridget Bevan eine Inschrift auf den dreieckigen Bodenfliesen des Heritage Floor ihrer 1974 bis 1979 entstandenen Installation The Dinner Party. Die mit dem Namen Bridget Bevan beschrifteten Porzellanfliesen sind dem Platz mit dem Gedeck für Mary Wollstonecraft zugeordnet.